# Lamachos
Lamachos (grekiska Λάμαχος, latin Lamachus), död 414 f.Kr., var en grekisk fältherre, son till Xenofanes. 
Lamachos var under senare delen av 400-talet f.Kr. en bland huvudmännen för krigspartiet i Aten och utmärkte sig ständigt såväl genom överdådig tapperhet som genom redbarhet och oegennytta vid krigsmedlens förvaltning. För sin omättliga stridslust och sitt martialiska uppträdande hånas han bittert av Aristofanes. Med Nikias och Alkibiades delade han 415 befälet över den stora expeditionen till Sicilien, vilken måhända skulle ha fått en gynnsammare utgång, om man följt Lamachos dristiga råd att omedelbart angripa Syrakusa, innan dess invånare hunnit hämta sig från sin bestörtning. Lamachos stupade utanför Syrakusa.